# 池田喜長
池田 喜長（いけだ よしなが）は、江戸時代後期の旗本。通称は松平弾正。

## 略歴
池田輝名（池田喜生の養嫡子）の嫡男として誕生した。幼名は久五郎。
父の輝名が享和3年（1803年）家督相続前に没したため、文化10年（1813年）養祖父喜生の家督を嫡孫承祖し、知行6000石を相続した。
天保7年7月18日（1836年8月29日）死去。墓所は兵庫県神河町福本の徹心寺。
家督は嫡男・喜通が継いた。

## 系譜
- 父：池田輝名（1773-1803）
- 母：不詳
- 正室：奉姫 - 因幡国若桜藩主池田定常の娘
- 生母不明の子女
  - 嫡男：池田喜通（1828-1868）
  - 次男：池田政和（1821-1858） - 備中国生坂藩主池田政範の養子